# Distretto di Ochamchira
Il distretto di Ochamchira è una municipalità della Georgia, de facto appartenente all'Abcasia. Il suo capoluogo è Ochamchira.